# Кокс, Кадина
Кадина Кокс (англ. Kadeena Cox; род. 10 марта 1991, Лидс, Уэст-Йоркшир) ― британская параспортсменка, занимается лёгкой атлетикой и велоспортом. В обоих видах спорта достигла больших успехов. Чемпионка Паралимпийских игр 2016 года в лёгкой атлетике и в велоспорте. Чемпионка Паралимпийских игр 2020 года в велоспорте. Трёхкратная чемпионка мира в лёгкой атлетике. Чемпионка мира в велоспорте.

## Биография
Родилась в семье ямайских иммигрантов 10 марта 1991 года в городе Лидс, Западный Йоркшир, Англия.
Её первой школой была начальная школа Bracken Edge в Чапелтауне, Лидс . Она училась в средней школе Уэтерби, прежде чем поступить в Манчестерский столичный университет, где изучала физиотерапию.

## Спортивная карьера

### Как здоровый спортсмен
Кокс начала соревноваться в беге в возрасте 15 лет после того, как её тренер по хоккею предложил ей попробовать себя в этом виде спорта. В течение следующих трёх лет она участвовала в региональных соревнованиях среди юниоров до 17 лет, несколько раз завоевав призовые места в беге на 100 метров. В 2007 году она начала бегать на 60 и 200 метров, взяв бронзу в соревнованиях до 17 лет на Manchester Open и Открытом чемпионате Англии по лёгкой атлетике в беге на 60 метров в том же году. К 2009 году Кокс соревновался на протяжении всего спортивного сезона, записывая личные рекорды: 12,60 на 100 м и 25,58 на 200 м, оба на чемпионатах графства Йоркшир и Хамберсайд.
В 2012 году Кокс участвовал в национальных соревнованиях и установил новый личный рекорд на дистанции 200 метров на чемпионате BUCS, проходившем в Олимпийском парке, в результате чего она взяла бронзу. В 2013 году она впервые преодолела 12-секундный барьер в беге на 100 м, зафиксировав время 11,97 на чемпионате Северной лёгкой атлетики. Впоследствии в том же году она установила личный рекорд 11,93 на 100 м. Помимо бега, до болезни Кокс боролась за место в британской команде по скелетону.
20 мая 2014 года она была доставлена в больницу после того, как у неё появились странные симптомы, и ей поставили диагноз инсульт. Через два месяца физиотерапии она вернулась к нормальному здоровью и снова начала тренироваться. Затем, 15 сентября 2014 года, она почувствовала жжение в правой руке, которое в течение следующих нескольких дней ухудшилось до онемения в руке и правой ноге, и её снова доставили в больницу с подозрением на инсульт. После обширных обследований у неё был диагностирован рассеянный склероз.

### Как параспортивный спринтер
Намереваясь принять участие в Летних Паралимпийских играх 2016 года в Рио, Кокс была классифицирована как легкоатлет Т37, продолжившая свою спринтерскую карьеру, и как велосипедистка на треке категории C2.
Через месяц Кокс была выбрана в команду Великобритании по лёгкой атлетике для участия в чемпионате мира IPC по лёгкой атлетике 2015 года в Дохе, где она участвовала в спринте T37 на 100 и 200 метров. В предварительном забеге к финалу спринта на 100 метров Кокс показал время 13,59 секунды, чтобы побить мировой рекорд, установленный французской Мэнди Франсуа-Эли. Позже в тот же день она побежала в финале на 100 м T37, завоевав золотую медаль за 13:60.
В июне 2016 года, после получения места на Летних Паралимпийских играх 2016 года в качестве спортсмена T37, Кокс была реклассифицирована в спортсмена категории T38, классификации для спортсменов с меньшей степенью инвалидности. Это поставило под угрозу её надежды на участие в Олимпиаде в Рио, поскольку Британия уже выставила двух других спортсменок, Софи Хан и Оливию Брин, которые показали более быстрое время в качестве спринтеров T38.
Несмотря на изменение классификации, Кокс была выбрана для участия в Паралимпийских играх в Рио в июле 2016 года. На Играх она взяла золото в беге на 400 м Т38, серебро в эстафете Т35-38 4×100 м и бронзу на дистанции Т38 на 100 м. Она также установила новый мировой рекорд — 1: 00.71 и завоевала золотую медаль в беге на 400 метров Т38. Кокс был впоследствии выбран в качестве знаменосца британской команды на церемонии закрытия.

### Как пара-велосипедист
В сентябре 2015 года Кокс приняла участие в национальном чемпионате Великобритании по лёгкой атлетике, где завоевала золотую медаль в гонке на время в смешанном спринтерском спринте C1-5.
В марте 2016 года Кокс представлял Великобританию на чемпионате мира по пара-велоспорту на треке в Монтикьяри. Несмотря на то, что за день до соревнований она была реклассифицирована как велосипедистка класса C4, она все же выиграла золото в гонке на время на 500 метров с мировым рекордом 37,456 секунды.
1 августа Кокс был назван в команде Великобритании для участия в Паралимпийских играх в Рио с возможностью участвовать в гонке на время в гонке на 500 м (C4 / C5) и шоссейной гонке (C4 / C5). [21] Кокс выиграла золото в гонке на 500 м на Паралимпийских играх 2016 года: её время 34,598 секунды также установило новый мировой рекорд.

### Паралимпиада 2020
На Паралимпийских играх в Токио Кокс защитила свой титул в гонке на время, снова выиграв золото, установив мировой рекорд — 34,812 секунды.

## Награды
Кокс стала членом Ордена Британской Империи (MBE) в новогодних наградах 2017 года за заслуги перед лёгкой атлетикой. [23]
В марте 2017 года Кокс была удостоена награды «Спортсменка года, равная спортивному равному» на церемонии вручения наград Lycamobile British Ethnic Diversity Sports Awards (BEDSA), проходившей в лондонском отеле Hilton на Парк-лейн.